# Palatul Nikaia
Palatul Nikaia (în limba franceză Palais Nikaïa) este o sală polivalentă din orașul francez Nisa. A fost dat în exploatare la 4 aprilie 2001. Are 6 250 de locuri și este una din cele mai mari săli de concert din Europa. În plus, datorită conexiunii pe care o are cu stadionul Charles-Ehrmann și unei ingenioase soluții arhitecturale, scena Palatului Nikaia poate să se deschidă și spre cei 50 000 de spectatori din amfiteatrul stadionului.